# Fotboll på Grönland

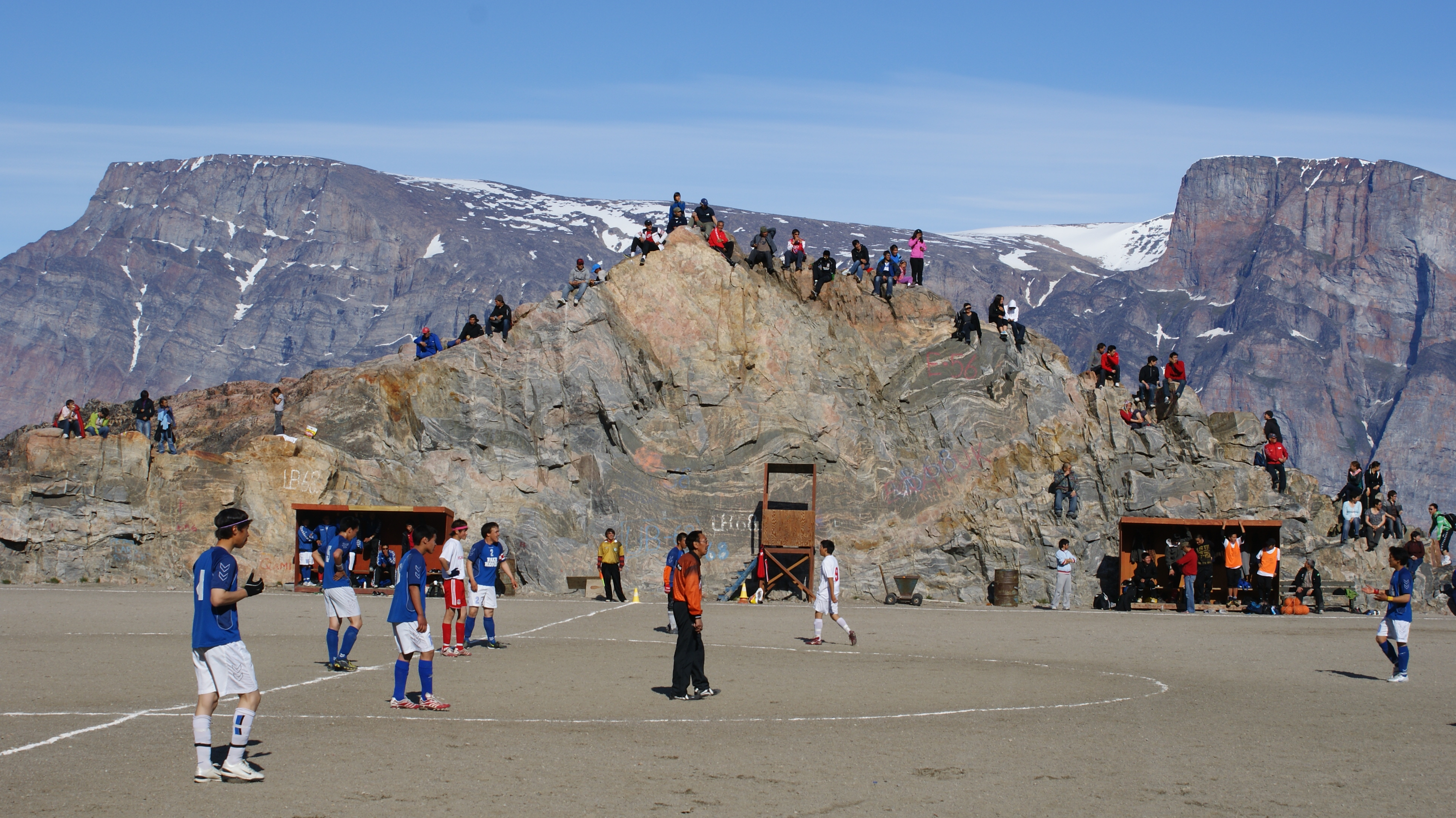
Fotbollsmatch i Uummannaq.

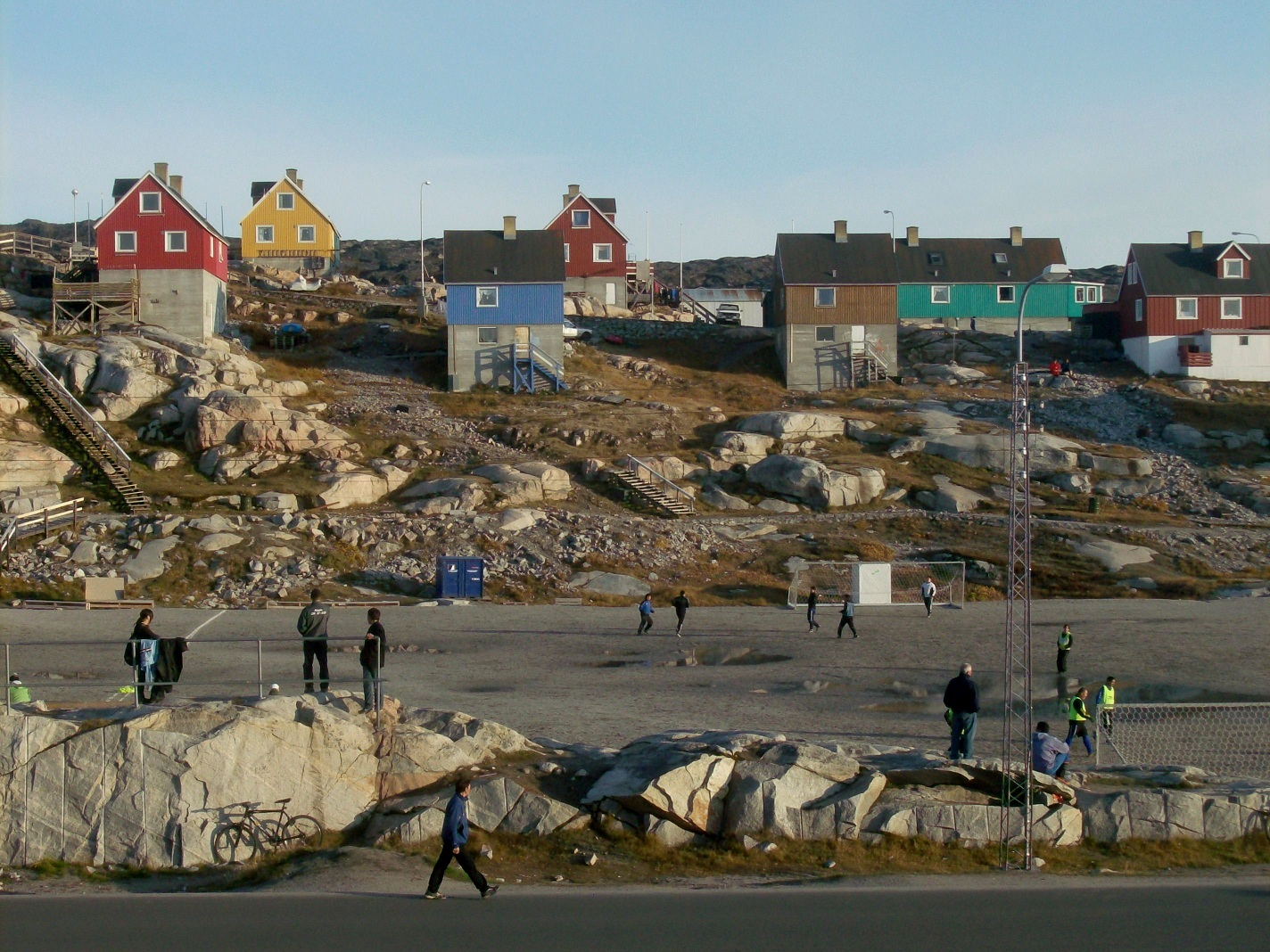
Fotbollsplan i Ilulissat.

Fotboll på Grönland startades av danska bosättare. Klimatet gör att det inte finns några gräsplaner på ön, utan alla matcher spelas på grus eller ibland konstgräs. Nationalarenan är Nuukstadion i huvudstaden Nuuk. Fotboll är den idrott som har flest registrerade utövare på Grönland.
Det grönländska fotbollsförbundet, Kalaallit Nunaanni Isikkamik Arsaattartut Kattuffiat, är inte medlemmar i Fifa, man var medlem i International Football Union, som dock lades ner 2010.
Grönland är varken medlemmar i Uefa (genom sitt politiska och historiska band till Europa) eller Concacaf (genom sin geografiska tillhörighet till Nordamerika); man har dock tidigare sökt medlemskap i Uefa. Därför spelar Grönland inte kvalmatcher till EM och VM. Fifas beslut 2007 att tillåta spel på det konstgjorda underlaget FieldTurf i internationella matcher samt 2009 års beslut om rätt till självstyre har väckt hoppet om att Grönland ska kunna söka medlemskap i Fifa och en av dess kontinentala organisationer.

## Landslaget
Ett av de största ögonblicken i öns fotbollshistoria var när landslaget 2001 spelade mot Tibets landslag. Matchen spelades trots stor press från den kinesiska regeringen och Fifa att ställa in den. Laget har även varit med vid de internationella öspelen.
Grönland har totalt fyra landslag: herrlandslaget, damlandslaget, U21 och U16 .

## Klubbfotboll
Coca Cola GM är den högsta divisionen i grönländsk fotboll. Den spelades första gången 1958 och arrangeras av det grönländska fotbollsförbundet sedan 1971. Den mest framgångsrika klubben är Nagdlunguaq-48 som vunnit serien tio gånger. Den spelas först i lokala turneringar och sedan en slutturnering. Man spelar inte ligaspel utan det är turneringar på någon veckas längd, detta för att minska resekostnaden med tanke på de höga flygpriserna i Grönland. På senare år har det även arbetats för att få med ett grönländskt lag i danska Superligaen.

### Grönländska mästare i herrfotboll[2]
| - 1971 Tupilakken 41 - 1972 Grønlands Seminarius Sportklub - 1973 Grønlands Seminarius Sportklub - 1974 Siumut Amerdlok Kunuk - 1975 Grønlands Seminarius Sportklub - 1976 Grønlands Seminarius Sportklub - 1977 Nagdlunguaq-48 - 1978 Nagdlunguaq-48 - 1979 Christanshåb Idraetsforening 70 - 1980 Nagdlunguaq-48 - 1981 Nuuk Idraetslag - 1982 Nagdlunguaq-48 - 1983 Nagdlunguaq-48 | - 1984 Nagdlunguaq-48 - 1985 Nuuk Idraetslag - 1986 Nuuk Idraetslag - 1987 Kissaviarsuk 1933 - 1988 Nuuk Idraetslag - 1989 Kagssagssuk - 1990 Nuuk Idraetslag - 1991 Kissaviarsuk 1933 - 1992 Aqigssiaq - 1993 B-67 - 1994 B-67 - 1995 Kugssak-45 - 1996 B-67 | - 1997 Nuuk Idraetslag - 1998 Kissaviarsuk 1933 - 1999 B-67 - 2000 Nagdlunguaq-48 - 2001 Nagdlunguaq-48 - 2002 Kugssak - 2003 Kissaviarsuk 1933 - 2004 FC Malamuk - 2005 B-67 - 2006 Nagdlunguaq-48 - 2007 Nagdlunguaq-48 - 2008 B-67 - 2009 G-44 |  |

### Grönländska mästarinnor i damfotboll[3]
| - 1987 FC Malamuk - 1988 FC Malamuk - 1989 FC Malamuk - 1990 UB-83 - 1991 Nagdlunguaq-48 - 1992 S-68 - 1993 Nagdlunguaq-48 - 1994 Disko-76 | - 1995 I-69 - 1996 I-69 - 1997 I-69 - 1998 I-69 - 1999 I-69 - 2000 I-69 - 2001 NÛK - 2002 NÛK | - 2003 I-69 - 2004 NÛK - 2005 NÛK - 2006 I-69 - 2007 NÛK - 2008 I-69 - 2009 NÛK |  |

### Grönländska ungdomsmästare i fotboll[4]
| - 1987 Siumut Amerdlok Kunuk - 1988 Inget mästerskap - 1989 Inget mästerskap - 1990 B-67 - 1991 B-67 - 1992 Kissaviarsuk 1933 - 1993 Siumut Amerdlok Kunuk - 1994 Inget mästerskap | - 1995 Inget mästerskap - 1996 Kissaviarsuk 1933 - 1997 Tupilakken 41 - 1998 Nagdlunguaq-48 - 1999 NÛK - 2000 Nagdlunguaq-48 - 2001 Inget mästerskap - 2002 Inget mästerskap | - 2003 Inget mästerskap - 2004 B-67 - 2005 B-67 - 2006 Nagdlunguaq-48 - 2007 Nagdlunguaq-48 - 2008 B-67 - 2009 Kugssak-45 |  |